# کیوشی نیشیاما
کیوشی نیشیاما (انگلیسی: Kiyoshi Nishiyama؛ زادهٔ ۸ آوریل ۱۹۵۹) بازیکن هندبال اهل ژاپن بود.